# Philippe Meunier
Pour les articles homonymes, voir Philippe Meunier (homonymie) et Meunier.
Philippe Meunier, né le 16 mars 1966 à Bron (Rhône), est un homme politique français.
Membre des Républicains, il est vice-président depuis 2016 du conseil régional d'Auvergne-Rhône-Alpes présidé par Laurent Wauquiez. Il est député de la 13e circonscription du Rhône de 2007 à 2017.

## Biographie
Militant de l'Union nationale inter-universitaire dans sa jeunesse, il est impliqué dans une affaire de distribution de tracts racistes visant à discréditer le Renouveau étudiant, un syndicat étudiant concurrent proche du Front national. Les tracts, particulièrement virulents, indiquaient entre autres que « l'université est à la botte des juifs ». L'enquête confirme que les étudiants souhaitaient discréditer l'extrême droite, et Philippe Meunier est finalement amnistié.
Philippe Meunier est élu député UMP le 17 juin 2007, dans la 13e circonscription du Rhône en battant la députée sortante Martine David (PS), avec 57,17 % des suffrages au second tour.
Il est membre du Collectif parlementaire de la Droite populaire, considéré comme faisant partie de l'aile droite de l'UMP. Il a créé la polémique avec l'organisation d'un « apéro saucisson-vin rouge » pour fêter le 14 juillet 2011 ou encore avec ses propos concernant les bi-nationaux.
Il est réélu lors des élections législatives de juin 2012 avec 59,51 % des suffrages.
Il est très actif en 2013 dans l'opposition au projet de loi sur la légalisation du mariage homosexuel, dénonçant des « caprices de bobos » et reprochant au gouvernement de « casser le code civil de tous les Français pour satisfaire les demandes d’une minorité agissante ».
En 2015, il fait partie des 17 parlementaires français UMP et UDI qui créent la polémique en se rendant en Russie pour participer à un séminaire organisé par Leonid Sloutski dans le cadre de l'association Dialogue Franco-Russe. Le président et le déontologue de l'Assemblée nationale s'étaient tous deux opposés à ce déplacement, dénonçant un risque d'instrumentalisation de l'institution.
Le Huffington Post le décrit comme un « fidèle soutien » de Laurent Wauquiez.
Il soutient Nicolas Sarkozy pour la primaire présidentielle des Républicains de 2016. Dans le cadre de sa campagne, il est nommé orateur national chargé de la défense.
Lors de la crise de 2024 au parti Les Républicains, Philippe Meunier fait partie des candidats qui refusent l'alliance avec l'extrême droite portée par Éric Ciotti et se présente dans la treizième circonscription du Rhône aux élections législatives. Il obtient 9,90% des voix et ne parvient pas à accéder au second tour.

## Détail des mandats
- Député de la 13e circonscription du Rhône du 20 juin 2007 au 20 juin 2017.
- Membre du conseil municipal de Saint-Priest et conseiller communautaire du Grand Lyon de 2008 à 2010.
- Conseiller régional de Rhône-Alpes de mars 2010 à décembre 2015.
- Vice-président du Conseil régional d'Auvergne-Rhône-Alpes depuis le 4 janvier 2016.